# Blåguldsteklar
Blåguldsteklar (Spinolia) är ett släkte av guldsteklar (Chrysidiae).

## Arter
- Spinolia dallatorreana
- Spinolia dournovi
- Spinolia hibera
- Spinolia lamprosoma
- Spinolia rogenhoferi
- Spinolia schmidti
- Spinolia unicolor (azurguldstekel)